# Oto Horvat
Oto Horvat (Novi Sad, 17. februar 1967) je srpski pesnik, pripovedač i romanopisac. Završio je Karlovačku gimnaziju u Sremskim Karlovcima. Studirao je u Novom Sadu, Erlangenu i Berlinu. Diplomirao je na Departmanu za germanistiku i komparatistiku na Friedrich-Alexander-Universität Erlangen-Nürnberg. Na srpski jezik prevodi poeziju sa mađarskog, nemačkog i italijanskog jezika. Trenutno živi u Firenci (FI).

## Nagrade
- Brankova nagrada, za knjigu poezije Gde nestaje šuma, 1987.
- Nagrada „Pečat varoši sremskokarlovačke”, za knjigu poezije Zgrušavanje, 1990.
- Nagrada „Miroslav Antić”, za knjigu poezije Putovati u Olmo, 2009.
- Nagrada „Biljana Jovanović” Srpskog književnog društva, za roman Sabo je stao, 2014.
- Nagrada „Mirko Kovač”, za roman Sabo je stao, 2015.
- Nagrada „Karolj Sirmai”, za zbirku priča Kao Celanovi ljubavnici, 2017.

Roman Sabo je stao bio je u najužem izboru za NIN-ovu nagradu, za 2014.

## Knjige

### Romani
- Noćna projekcija (Akademska knjiga, Novi Sad, 2021)
- Sabo je stao (Kulturni centar Novog Sada, Novi Sad, 2014, prvo izdanje; Agora, Zrenjanin – Novi Sad, 2015, drugo izdanje; Akademska knjiga, Novi Sad, 2022, treće, korigovano izdanje) – preveden na nemački, poljski, italijanski, makedonski i slovenački jezik

### Zbirke priča
- Kao Celanovi ljubavnici (Akademska knjiga, Novi Sad, 2016)

### Zbirke poezije
- Izabrane & nove pesme (Kulturni centar Novog Sada, Novi Sad, 2009)
- Putovati u Olmo (Narodna biblioteka „Stefan Prvovenčani“ Kraljevo, Kraljevo, 2008)
- Dozvola za boravak (Narodna knjiga, Beograd, 2002)
- Kanada (Laufschrift Edition, Fürth, 1999)
- Fotografije (Društvo književnika Vojvodine / Prometej, Novi Sad, 1996)
- Zgrušavanje (Matica srpska, Novi Sad, 1990)
- Gorki listovi (Bratstvo-jedinstvo, Novi Sad, 1990)
- Gde nestaje šuma (Književna zajednica Novog Sada, Novi Sad, 1987)

## Pesme u antologijama
- Zvezde su lepe, ali nemam kad da ih gledam: antologija srpske urbane poezije (Samizdat B92, Beograd, 2009; priredila Radmila Lazić)
- Die neuen Mieter. Fremde Blicke auf ein vertrautes Land (Hrsg. I. Mickiewicz. Berlin, Aufbau Taschenbuch Verlag, 2004)
- Crtež koji kaplje. Almanah novije vojvođanske poezije (To jest, Novi Sad, 1988; priredio Saša Radonjić)

## Prevodi
- Hans Magnus Encensberger, Poslednji pozdrav astronauta (Agora, Zrenjanin, 2010)
- Oto Fenjveši, Anđeo haosa (Orpheus, Novi Sad, 2009)
- Janoš Pilinski, Krater (Forum / JMMT, Novi Sad, 1992; Nagrada Društva književnika Vojvodine za prevod godine)

## Literatura
- Dragan Babić, „Knjiga o blamu”, Polja, broj 529, maj-jun 2021.
- Tamara B. Krstić, „Utopijska spoznaja savremenih ljubavnika”, kritika, Koraci, sveska 4-6, 2017, 135-139.
- Vladimir Stojnić, „Pripovedačke stupice”, kritika, Polja, broj 503, januar-februar 2017.
- Nataša Drakulić, „Lik oca u romanu ‘Sabo je stao’ Ota Horvata”, esej, Rez, broj 2, april 2016.
- Miljenko Jergović, „Oto Horvat: Sabo je stao”, Subotnja matineja, Miljenko Jergović, 04. 10. 2014.
- Miljenko Jergović, „Aleksandra Đajić, raj u Firenci”, Ajfelov most, Miljenko Jergović, 22. 03. 2013.
- Miroslav Gojković, „Oto Horvat, SABO JE STAO: Nemoj da me zaboraviš”, kritika, frontal.ba
- Viktor Škorić, „Posttrauma i pisanje”, kritika, Novi Polis

## Spoljašnje veze
- „Sabo je stao” na zvaničnoj stranici Akademske knjige
- Ranac je ostao u romanu, postoji samo tamo danas, intervju sa književnikom Otom Horvatom, Art box portal
- U limbu sećanja i snova, intervju – Oto Horvat, pisac, Vreme
- „Noćna projekcija” na zvaničnoj stranici izdavačke kuće Akademska knjiga
- Razgovor povodom zbirke priča „Kao Celanovi ljubavnici”, Ota Horvata (sa autorom razgovarala Ana Tomašević), Sedmica, Radio Beograd 1
- „Kao Celanovi ljubavnici” na zvaničnoj stranici izdavačke kuće Akademska knjiga
- „Iz druge perspektive”, pesma, Agon, časopis za poeziju, broj 31, april-maj-jun 2015.
- Roman Sabo je stao na zvaničnoj stranici izdavačke kuće Agora Архивирано на веб-сајту  (14. новембар 2018)
- „U međuvremenu”, pesma u prozi, Polja, broj 483, septembar-oktobar 2013.
- Poezija Ota Horvata na portalu „Antologija”